# Jenny Elvers
Jenny Elvers, von 2003 bis 2013 Jenny Elvers-Elbertzhagen (* 11. Mai 1972 in Lüneburg), ist eine deutsche Schauspielerin, Reality-Show-Darstellerin, Autorin und Moderatorin.

## Leben
Jenny Elvers wuchs in Amelinghausen, einem Heidedorf bei Lüneburg, auf und besuchte in Lüneburg die Realschule Oedeme, die sie mit dem Realschulabschluss abschloss. Mit 18 Jahren wurde sie zur Heidekönigin des Heideblütenfestes von Amelinghausen gewählt. Ab Ende der 1980er-Jahre war sie vier Jahre lang mit Farin Urlaub liiert.
1989 begann sie eine Ausbildung an der Schauspielschule Die Etage in Berlin. Anschließend besuchte sie ab 1993 eine Schauspielschule in Hamburg und schloss diese mit einem Diplom ab. Danach bildete sie sich an der American National Academy of Performing Arts weiter, einer privaten Institution in Studio City (Los Angeles).
Ihre Beziehungen zu Dieter Bohlen, den sie 20-jährig im Hamburger Club TRAXX kennengelernt hatte, und Michael Ammer sowie zu Heiner Lauterbach, Thomas D und Alex Jolig, mit dem sie einen Sohn hat (* 2001), sorgten für mediale Aufmerksamkeit. Ab 2003 war sie mit ihrem Manager Goetz Elbertzhagen verheiratet, das Paar wohnte in Rheinbach. Ab April 2013 lebte das Paar in Trennung, im Oktober 2014 wurde die Ehe geschieden. Bereits im November 2013 kündigte Elvers an, den Familiennamen Elbertzhagen abzulegen. Sie zog im September 2014 mit Sohn und Lebensgefährte nach Marbella.
Nach einem Auftritt in der Vorabendtalkshow DAS! am 17. September 2012, bei dem Elvers verwirrt wirkte, deuteten Medienberichte an, sie sei alkoholkrank. Sie begab sich zwei Tage später für sechs Wochen in stationäre Behandlung in die My Way Betty Ford Klinik in Bad Brückenau. In einer am 4. Februar 2013 auf RTL ausgestrahlten einstündigen Sondersendung unter dem Titel Jenny Elvers – Die ungeschminkte Wahrheit thematisierte sie ihre Alkoholkrankheit öffentlich.
Im September 2018 veröffentlichte Elvers ihre Autobiografie Wackeljahre: Mein Leben zwischen Glamour und Absturz.

## Karriere
Seit den 1990er-Jahren ist Elvers als Moderatorin und Schauspielerin in Deutschland tätig. Ihr Image als „Luder“ (eine Bezeichnung für sogenannte Partygirls) wurde 1995 durch einen freizügigen Kurzauftritt in dem Film Männerpension von Detlev Buck und durch medienwirksame öffentliche Auftritte begründet.
Ab 1996 spielte sie eine wiederkehrende Rolle als Physiotherapeutin in der Fernsehserie Nikola mit dem Rollennamen Elke Pflüger. Im Jahr 2001 moderierte sie an der Seite von Maike Tatzig die interaktive Late-Night-Show Big Brother – Das Quiz auf RTL 2 zur zweiten Staffel Big Brother.
Ab dem 13. April 2004 moderierte sie gemeinsam mit Sibylle Weischenberg um 11:30 Uhr die 30-minütige Livesendung Klatsch TV auf Sat.1. Die letzte Folge präsentierte Elvers wenige Monate später am 1. Oktober 2004, da sie sich wieder verstärkt ihrer Familie widmen wollte. Nach längerer Fernsehabstinenz arbeitete sie ab 2005 als Moderatorin im Teleshoppingkanal RTL Shop und versuchte sich zudem als Sängerin. 2006 erntete Elvers mit ihrer Darstellung einer alleinerziehenden Mutter in Detlev Bucks Film Knallhart das Lob der Kritiker. Ebenfalls 2006 kündigte Christoph Schlingensief ein Theater- und Filmprojekt mit Jenny Elvers als Lady Diana an. Am 14. September 2006 kam Kaprow City an der Volksbühne Berlin zur Premiere. Im Mai 2007 wirkte sie bei der RTL-Show Let’s Dance mit. Im Oktober 2007 spielte sie zum wiederholten Male die Buhlschaft bei den Berliner Jedermann-Festspielen. Im Jahr 2010 stand Jenny Elvers im Kölner Theater am Dom als Mrs. Robinson im Stück Die Reifeprüfung unter der Regie von René Heinersdorff auf der Bühne.
Vom 13. September 2013 bis zum 27. September 2013 war sie Teilnehmerin von Promi Big Brother auf Sat.1. Sie war Finalistin und gewann die erste Staffel mit 71,48 % der Stimmen.
Nachdem sie bereits im Jahr 2000 in der November-Ausgabe des deutschen Playboys zu sehen war, ließ sich Elvers für die Februar-Ausgabe 2016 erneut ablichten. Anlass war ihr Auftritt in der zehnten Staffel der RTL-Sendung Ich bin ein Star – Holt mich hier raus!, in der sie als zweite Teilnehmerin am neunten Tag von den Zuschauern aus dem Camp gewählt wurde.
2016 trat sie in dem Musikvideo Allan Align des Musikers Drangsal auf.

## Filmografie

### Rollen in Kino- und TV-Produktionen
- 1994: Otto – Die Serie
- 1995: Der Elefant vergisst nie
- 1996: Männerpension
- 1997: Knockin’ on Heaven’s Door
- 1997: Der stille Herr Genardy
- 1997: Gegen den Wind (Fernsehserie, 1 Folge)
- 1997–1999: Nikola (Fernsehserie, 1 Folge)
- 1997: Alarm für Cobra 11 – Die Autobahnpolizei (Fernsehserie, Folge: Notlandung)
- 1998: Das Amt (Fernsehserie, 1 Folge)
- 1998: Die Straßen von Berlin (Fernsehserie, 1 Folge)
- 1999–2001: Freunde fürs Leben (Fernsehserie, 16 Folgen)
- 1999: Der letzte Zeuge (Fernsehserie, 1 Folge)
- 1999: Doggy Dog – Eine total verrückte Hundeentführung
- 2000: Für alle Fälle Stefanie (Fernsehserie, 1 Folge)
- 2000: Der Bulle von Tölz: Mord im Chor (Fernsehreihe)
- 2001: Der Puma – Kämpfer mit Herz
- 2006: Knallhart
- 2009: Kopf oder Zahl
- 2009: Löwenzahn (Fernsehserie, 1 Folge)
- 2009: Großstadtrevier (Fernsehserie, 1 Folge)
- 2009: Vulkan
- 2009: Tierärztin Dr. Mertens (Fernsehserie, 7 Folgen)
- 2009: All You Need Is Love – Meine Schwiegertochter ist ein Mann
- 2010: SOKO Leipzig (Fernsehserie, 1 Folge)
- 2010: Auch das noch
- 2011: SOKO Köln (Fernsehserie, Folge: Playback)
- 2011: Ein Fall für zwei (Fernsehserie, Folge: Mord im Callcenter)
- 2011: Der Kriminalist (Fernsehserie, 1 Folge)
- 2012: Notruf Hafenkante (Fernsehserie, 2 Folgen)
- 2013: Küstenwache (Fernsehserie, Folge: Aus Mangel an Beweisen)
- 2014: Frauenherzen
- 2015: Abschussfahrt
- 2015: Kartoffelsalat – Nicht fragen![24]
- 2015: SOKO München (Fernsehserie, Folge: Opfer)
- 2016: Böser Wolf – Ein Taunuskrimi (TV-Zweiteiler)
- 2016: SOKO Wismar (Fernsehserie, Folge: Tödliches Alibi)
- 2017: Eine gute Mutter
- 2018: Ronny & Klaid
- 2018: Marie fängt Feuer (Fernsehserie, Folge: Kleine Sünden)
- 2019: Der Alte (Fernsehserie, Folge: Gerechtigkeit)
- 2024: Die Passion (Gastauftritt [Cameo])

### TV- und Reality-Shows
- 2001–2009: RTL Shop (Expertin)
- 2007: Let’s Dance
- 2012: Star Race
- 2012: Das perfekte Promi-Dinner
- 2013: Promi Big Brother
- 2014: Promi Shopping Queen
- 2014: Das perfekte Promi-Dinner
- 2016: Ich bin ein Star – Holt mich hier raus!
- 2017: Ich liebe einen Promi
- 2019: Stars im Spiegel – Sag mir, wie ich bin
- 2019: Dancing on Ice
- 2019: Ninja Warrior Germany (Promi-Special)
- 2018–2020: Ich bin ein Star – Die Stunde danach
- 2020, 2022: Promi Big Brother – Die Late Night Show
- 2020: Peep!
- 2020: Die Festspiele der Reality Stars – Wer ist die hellste Kerze?
- 2020: Buchstaben Battle
- 2021: Prominent und obdachlos
- 2021: Die Herzblut-Aufgabe – Promis in der Pflege
- 2022: Das große Promibacken
- 2022: Prominent getrennt – Die Villa der Verflossenen
- 2022: Club der guten Laune
- 2024: Kampf der Realitystars – Schiffbruch am Traumstrand (Staffel 5)
- 2024: Splash! Das Promi-Pool-Quiz
- 2024: The 50 (Staffel 1)
- 2025: The 50 (Staffel 2)
- 2025:  Big Brother (Staffel 15, Promi-Gast)[25]